# Muntanya de Nargó
La Muntanya de Nargó és una muntanya de 1.213 metres que es troba al municipi de Coll de Nargó, a la comarca de l'Alt Urgell.